# Capitolio Provincial de Cebú
El Capitolio Provincial de Cebú es la sede del gobierno provincial de Cebú en Filipinas. El edificio fue diseñado por Juan M. Arellano, un arquitecto filipino reconocido por hacer el Teatro Metropolitano de Manila (1935), el Edificio Legislativo (1926), y la Oficina Central de Correos de Manila (1926). En 2008, fue declarado Monumento Histórico Nacional por la Comisión Histórica Nacional de Filipinas.

## Historia
La planificación del capitolio, que reemplazaría a la antigua Casa Provincial en el barrio español de la ciudad, se inició en 1910, el día de la inauguración de la Central Hidráulica de Osmeña. Sergio Osmeña, entonces presidente de la Primera Asamblea de Filipinas, llevó al gobernador general William Cameron Forbes a un partido de exhibición de béisbol, luego de lo cual inspeccionaron el futuro sitio del edificio cerca de Fuente Osmeña. En el libro sobre su padre EJ Hanselma: Colonial Engineer, James Hanselma narra el evento:
Finalmente cruzaron un bulevar recién construido hacia el campo hasta una plaza en medio de campos vacíos a excepción de una simple fuente. El sitio fue planeado como el nuevo sitio del capitolio provincial. La fuente fue para conmemorar la construcción de la depuradora.
La construcción se inició en 1937 bajo la supervisión del estudio de arquitectura Pedro Siochi and Company. Tuvo lugar también durante la administración del gobernador Sotero Cabahug, quien fue su principal campeón. Fue financiado a través de un bono aprobado por Manuel Quezon y mediante suscripción pública. Vicente Sotto criticó una vez la construcción del edificio como un desperdicio de fondos públicos y se comprometió a convertirlo en un hospital en uno de sus discursos. Además, Quezón inicialmente se mostró escéptico del proyecto debido a la oposición de los aliados, pero apoyó y aprobó su construcción.
El edificio fue finalmente terminado en 1938 durante el mandato del gobernador Buenaventura Rodríguez, la ceremonia de inauguración tuvo lugar el 14 de junio de 1938, encabezada por el presidente Manuel L. Quezón, con el arzobispo de Cebú Gabriel Reyes bendiciendo el nuevo edificio y la esposa del gobernador Rodríguez rompiendo la botella de champagne en el balcón principal.
El Capitolio sufrió graves daños en la Segunda Guerra Mundial, pero finalmente se rehabilitó mediante la Ley de Daños de Guerra de Tydings de 1946.

## Arquitectura
El Capitolio Provincial de Cebú está ubicado dramáticamente al final de una gran perspectiva de una nueva avenida (Bulevar Osmeña) como la concibió William E. Parsons en su plano de Cebú de 1912, en las líneas del Movimiento City Beautiful.
El edificio sigue un plan en forma de H, un lado se abre al término del Bulevar Osmeña. El bloque principal o corps de logis, de tres pisos de altura, está flanqueado por dos alas secundarias, que avanzan simétricamente para abrazar una cour d'honneur rectangular y elevada que sirve como podio de entrada. La elevación del corps de logis es de fórmula típica neoclásica: una planta baja rústica, que contiene salas y oficinas menores, el piano nobile arriba, con los espacios más importantes, y finalmente el piso del ático. Una pesada cornisa y un parapeto rematan la fachada, con estatuas alegóricas en sus esquinas. La parte más distintiva de la fachada es el pabellón cóncavo central, que crea el balcón principal semicircular y reúne toda la masa, finalmente coronada por una cúpula austera sobre un tambor octogonal.
Se accede al piano nobile por dos escaleras desde el vestíbulo de la planta baja. El primer espacio, la rotonda art deco debajo de la cúpula, abre al sur el balcón principal que da al bulevar Osmeña, y al norte el salón de baile (salón social). El salón de baile, de dos pisos de altura con grandes ventanales, también de estilo art deco, recuerda a un escenario de cuento de hadas. Dos enormes candelabros de cristal iluminan el gran espacio.
El estilo arquitectónico del edificio es de espíritu neoclásico, pero en su severa simplificación presagia el lenguaje arquitectónico cambiante de Arellano hacia el estilo art deco.

## Galería

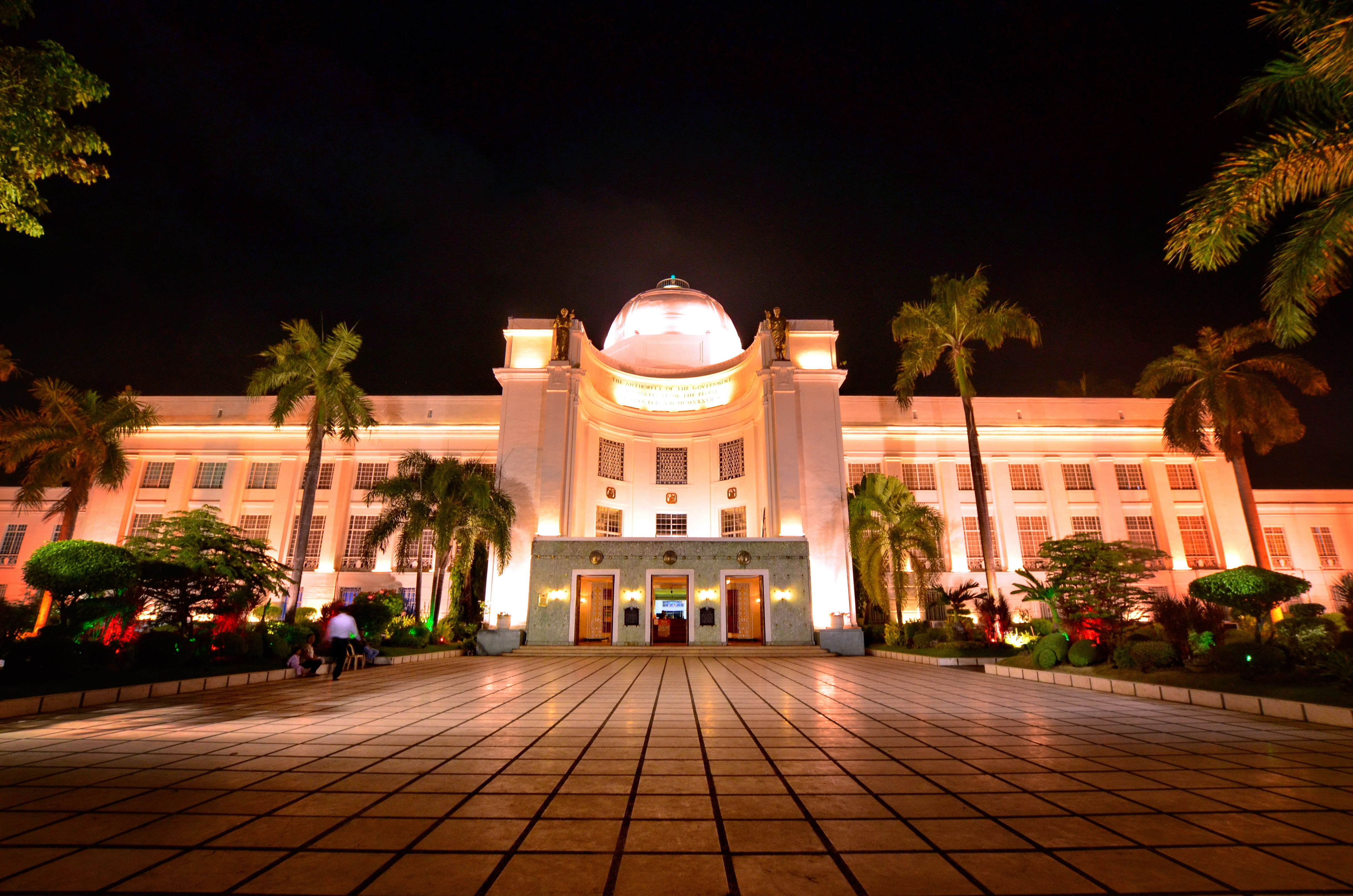
Edificio del Capitolio Provincial de Cebú en la noche (2013).
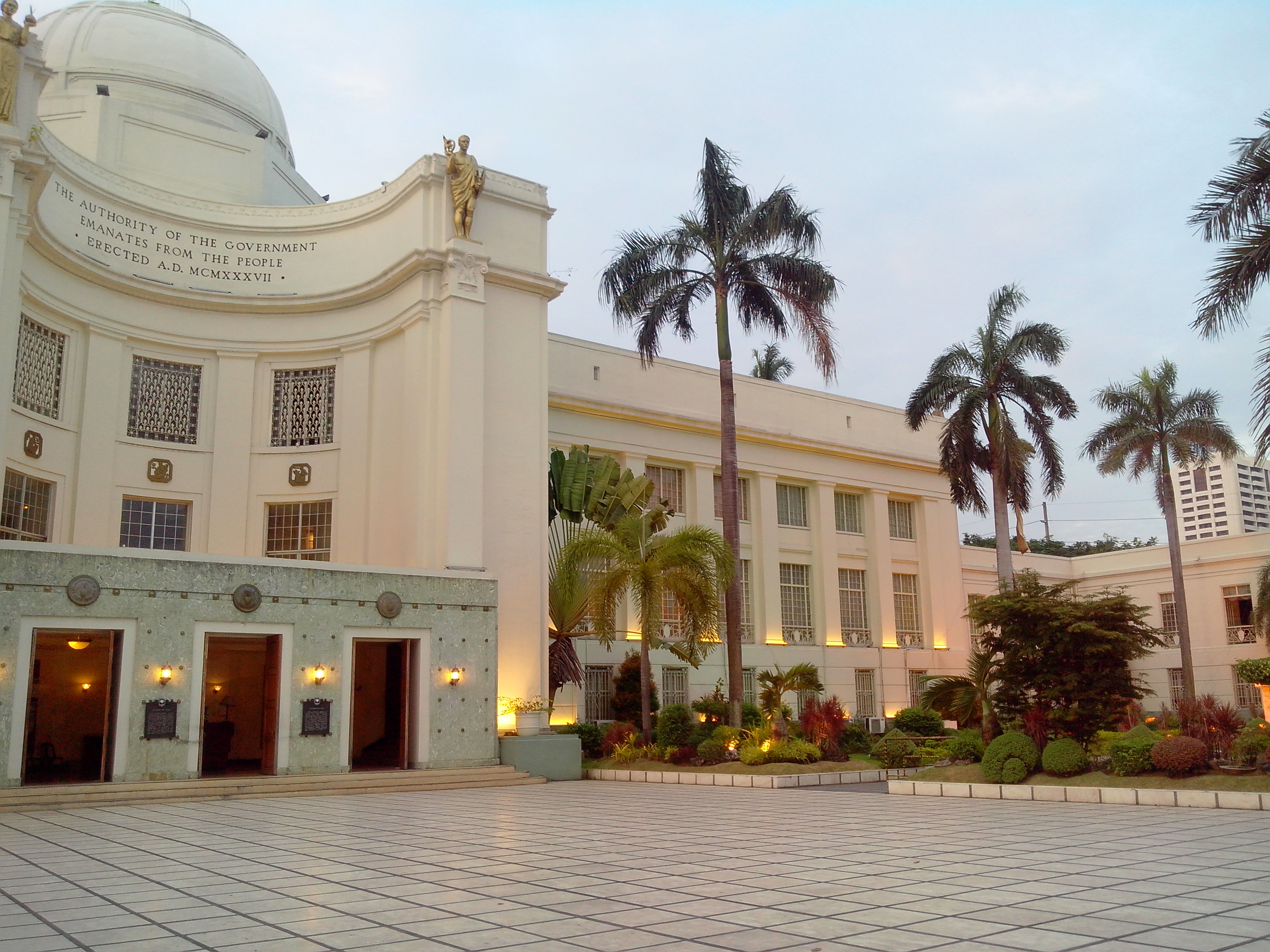
Edificio del Capitolio en el día (2013).
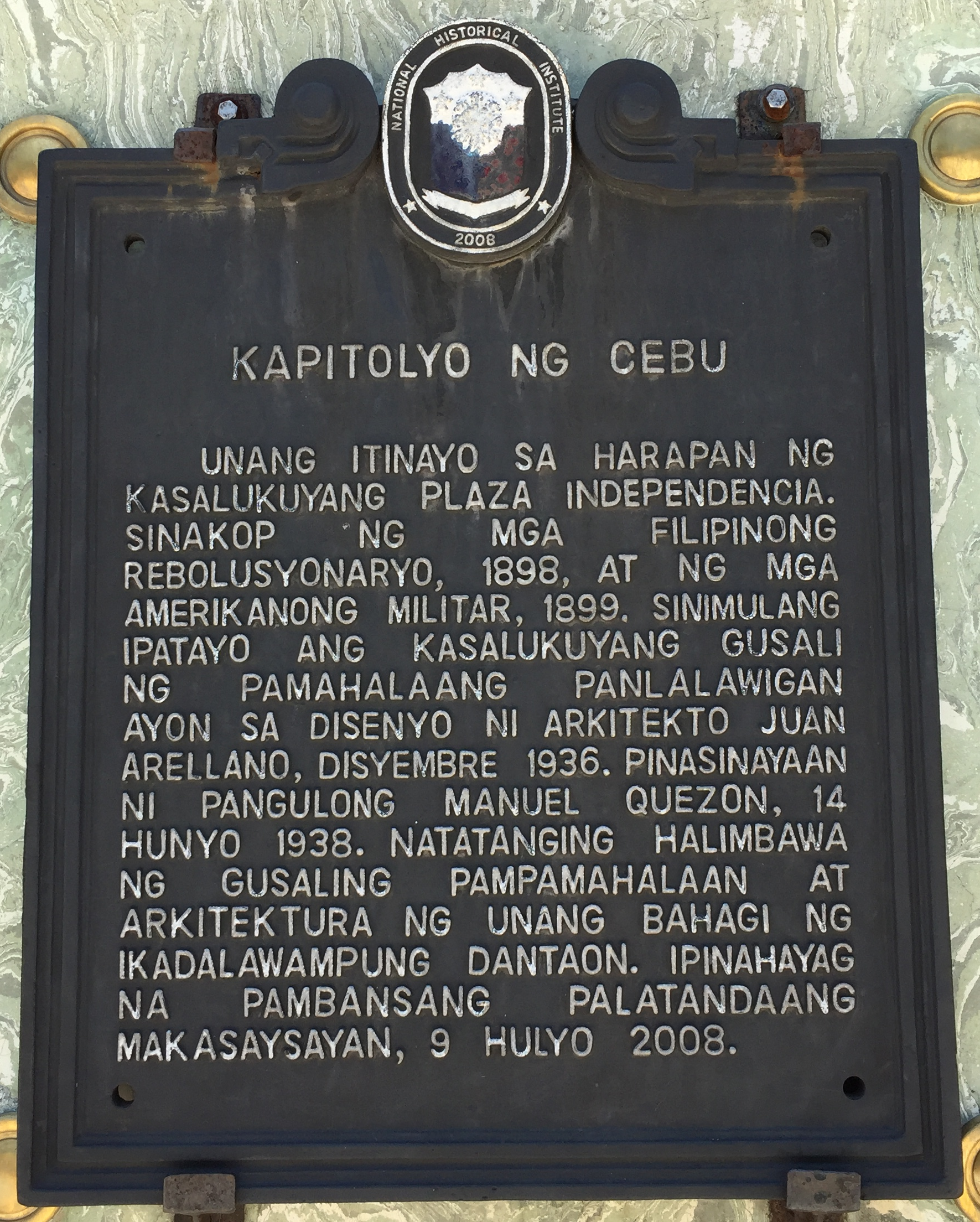
Marcador histórico del Capitolio de Cebú (en tagalo).
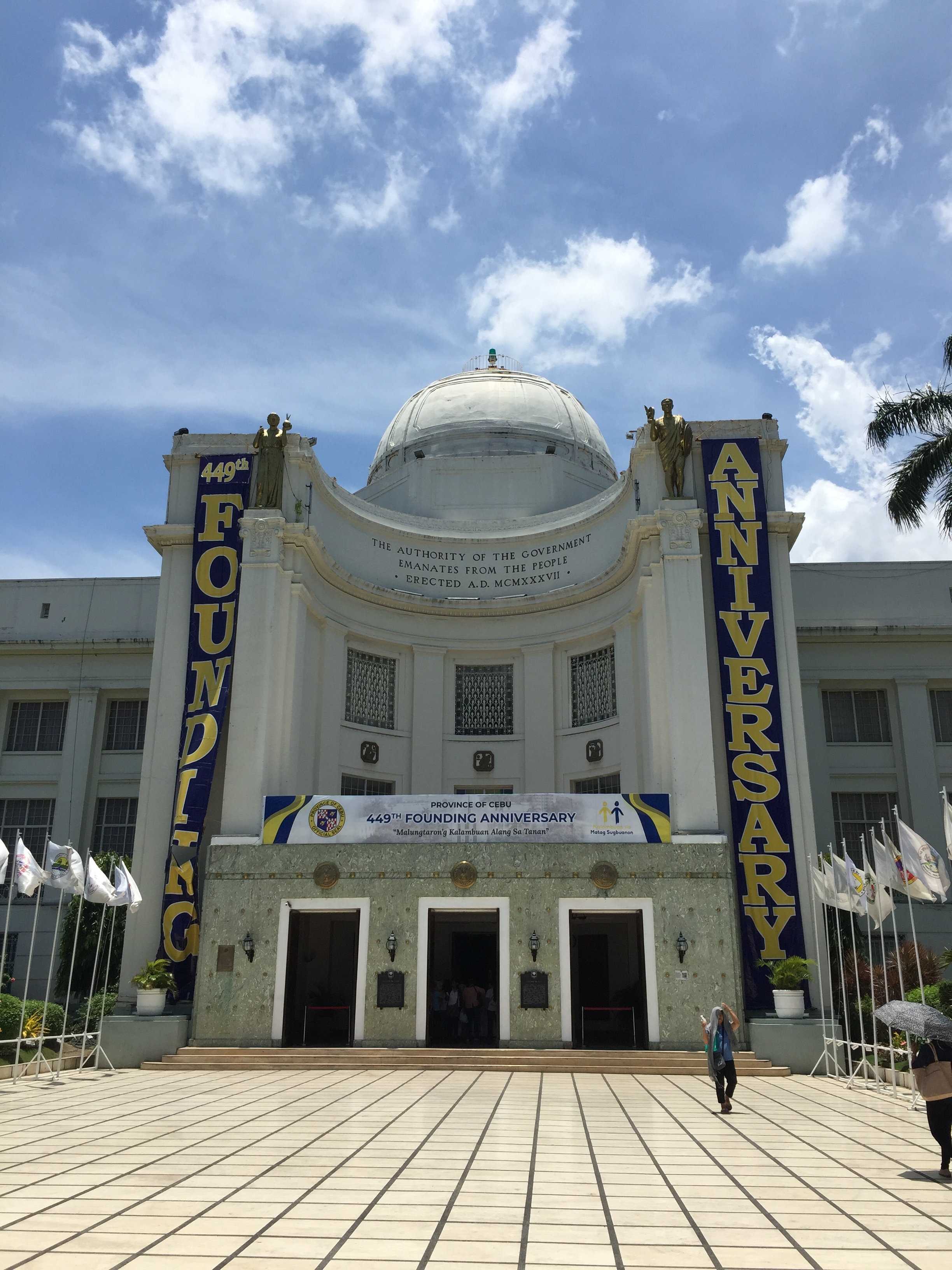
Edificio del Capitolio Provincial de Cebú en el 449° aniversario de la fundación de la ciudad (2018).